# Amari'i Bell
Amari'i Kyren Bell, né le 5 mai 1994 à Burton upon Trent, en Angleterre, est un footballeur international jamaïcain évoluant au poste de défenseur au Charlton Athletic. Il possède aussi la nationalité britannique.

## Biographie
Avec l'équipe de Fleetwood Town, il inscrit six buts en League One (D3), et se classe deuxième du championnat lors de la saison 2017-2018.
Le 19 janvier 2018, il rejoint le club des Blackburn Rovers, équipe évoluant en Championship (D2).
Le 25 juin 2021, il rejoint Luton Town.

## Palmarès
- Blackburn Rovers
  - Football League One (D3)
    - Vice-champion : 2018

### Distinctions personnelles
- 2018 : Membre de l'équipe type de Football League One en 2018.